# 日常ではさえないただのおっさん、本当は地上最強の戦神
『日常ではさえないただのおっさん、本当は地上最強の戦神』（にちじょうではさえないただのおっさん、ほんとうはちじょうさいきょうのせんしん）は、相野仁による日本のライトノベル。2017年10月から小説家になろうに投稿され、2018年8月から2021年1月まで角川スニーカー文庫（KADOKAWA）より書籍が刊行された。イラストは桑島黎音が担当している。主に小説家になろうに投稿されたストーリーを編集して書籍化しており、なろう（WEB）版の方は2021年2月10日に完結となった。
メディアミックスとして、田口一によるコミカライズ版は2019年3月1日より『ドラドラしゃーぷ＃』にて配信されたが、2020年9月3日から『ドラドラふらっと♭』に移籍した。しかし、田口一の体調不良により2021年4月16日に打ち切りが発表されたため、2021年2月25日の更新が最後になった。

## 登場人物
特に表記なしで「〇巻」とする場合は原作ライトノベルを指すものとする。またここで言うコミカライズ版は、悠久ポン酢の広告漫画ではなく田口一版を指す。

### メインキャラクター
バル / バルトロメウス・グロースヘルト・シュレージエン
本作の主人公。人間族。帝都二等エリアに住居を構えるさえないおっさん冒険者。三十路。ベテラン冒険者だが冒険者ランクは最低の七級であり、《その場しのぎのバル》という不名誉なあだ名を付けられている。その豊富な知識で新人冒険者をサポートすることから《トレーナー》とも呼ばれる。物わかりがよく、人当たりもいいので帝都中に知り合いがいる。そして困っている人を見過ごせないお人好しでもある。
原作5巻にて六級に昇格し、続く6巻では中央大陸派遣のギルド依頼を受けるために五級に昇格する。
その正体は、帝国が誇る最強戦力「八神輝」の一人にして最強を誇る《光の戦神》バルトロメウス。魔力を消費して行使する「光の異能」を操る大陸最強格の戦士であり、八神輝でも別格の力を持つ。バルトロメウスとして活動する時は、フードのついた黒マントを羽織り、不気味な仮面で素顔を隠す。その実力と勇名は一般市民のみならず冒険者にも知られ、帝国最強の使い手として讃えられている。一方で彼の素性は貴族階級の者でも知らず、正体を知るのは八神輝や皇族などごく一部に限られる。異能に目覚めた当初は人付き合いを避けており、先代八神輝ユルゲンのもとで師事していた。
コミカライズ版では疲れた表情を見せることが多く、愚痴っぽいところがあるなど本当の意味での「さえないおっさん」として描かれている。バルトロメウスとなった際も周囲の態度に引いたり、たじろいだりと本質的な部分はバルと変わらないことが示唆されている。また原作ではアウズンブラに薬草をぶつけて怯ませたのに対し、コミカライズ版では斬撃で目を潰し、その間にエーファたちと逃げるなど違いも大きい。
ミーナ / ヴィルヘミーナ・エールデ・プリメーア
本作のヒロインの一人。エルフ族。帝国が誇る最強戦力「八神輝」の一人。異名は《断罪の女神》。その実力は《光の戦神》に次ぐという。
クールな美女で皇帝が相手でも媚びない振る舞いをする高慢な性格。バルにのみ心を開き、基本的にバルの言うことしか聞かない。バルが他の女性から好意を寄せられても「バル様が好かれるのは当然のこと」と嫉妬したりしない独自の価値観を持つ。本人曰く「600年前は未熟な子供だった」とのこと。生まれついての天才だったため高慢な振る舞いをしていたが、バルと戦って負けたことで「自分の上を行く強者」として認め、従者のような振る舞いをするようになった。
かつて世界を救ったエルフの賢者「デュオニュース・エールデ・プリメーア」の子孫で、エルフの首都「シュタルク・オルドヌング」の出身。その強さと美貌から帝都や故郷での人気は高く、女神とも言われる。
コミカライズ版では顔立ちがやや幼めに描かれている。また下着姿が描かれており、バルとは肉体関係にあることを示唆する描写もあった。バルが他の女性と仲良くしていると嫉妬しらい、弱者として振る舞うバルを皮肉ったりと原作にはない面も見られた。

### リヒト帝国
本作の舞台となる東方大陸最強の軍事国家。

#### 皇族
「民のために尽くす」皇族はあまりおらず、ミーナには「アドリアンとベアーテ以外は教育に失敗した」と酷評されている。
ザビャ
1巻から登場。皇帝。年齢五十代。赤い髪の男。臆病なほど慎重な性格で、そのため後手に回ってしまうこともしばしば。しかし優秀な策士でもあり、バルには「策が失敗したことは一度もない」と評されている。また民と部下を大事にする人柄のため人望は厚い。大陸を脅かす謎の勢力の暗躍や、息子たちの後継者争いに胸を痛めている。
6巻では『闇の手』やゲレールターの動きを読み、見事に裏を掻いて八神輝をぶつけ組織を完膚なきまでに叩き潰した。
リュディガー
2巻に登場。第一皇子。民を蔑視し、権威を振りかざす無能な人間として知られている。そのためバルには次期皇帝の器には相応しくないと見られている。子飼いの貴族であるカロリング侯爵らの悪事がバルによって暴かれたため、後ろ盾を失くしてしまう。結果、悪い頭でも自分がもう浮き上がることはないと理解させられた。
アドリアン
第二皇子。兄とは逆に人格者で知られる好青年。次期皇帝にと推す声は強いが、第二子という立場からリュディガー派には強く出られないでいる。名前が出たのは2巻からだが登場したのは4巻から。
ベアーテ・エステル・リヒエ・フォーゲルス・リヒト
2巻から登場。第三皇女。ミーナから「フリーダム皇女」と呼ばれるほど自由な振る舞いをする破天荒な美少女。無礼と言うよりは怖いもの知らずで、表向きは皇女らしく優雅な振る舞いをする。このため身内や女中からは呆れられているが、当人はどこ吹く風である。

#### 八神輝
読みは「レーヴァティン」。帝国が誇る八人の最強戦力。その権限は、宰相や魔術長官よりも上に位置する。中でもバルトロメウス、ヴィルヘミーナ、クロードの三者は三強に数えられる。
バルトロメウス・グロースヘルト・シュレージエン
異名は《光の戦神》。
クロード・ヴォル・ノイエンドルフ
人間族の男。異名は《剣聖》。年齢四十代。
帝都防衛の任に就いており、八神輝の実質的なとりまとめ役。そして気苦労の絶えない中年男性。短く刈った銀髪に無精ヒゲという容貌だが顔立ちは端正。伯爵家出身の上級貴族。
帝国最強の剣士でありバル、ミーナに次ぐ実力者。バルには「お前がいれば元帥にも勝てる」と言われている。しかし立場上、帝都の護りに専念しているためあまり戦うことがない。そのため世間的には「マヌエルより弱い」と見られ実力を信用されていない。また慎重な性格であり、何事も様子見や守りに入ることから始めるタイプ。このため武闘派のマヌエルとは意見を違えることも。ミーナとは相性が悪く、気苦労の一つとなっている。八神輝の中ではバルとミーナに次いで出番が多い。
戦闘では静かで無駄のない動きを披露する。一方で気合で魔術を無効化するという力技も行う。
コミカライズ版では、さえないおっさんを演じるバルを「市民ごっこ」「八輝神の仕事ではない」と述べたものの、「さえないおっさん冒険者」に対して魔物出現の噂の調査を遠回しな言い方で依頼した。
マヌエル
狼人族の男。異名は《紅雨》。特級冒険者から大成して貴族に成り上がったためため行動的で好戦的。振る舞いも粗野。
クロードに次ぐ実力者だが、数々の武勲や武勇伝から世間的には「クロードより強い」と思われている。しかし実力は高く、バルが「元帥と戦える」と評する数少ない人物。
シドーニエ・ヴォル・ミュンスター
人間族の女。異名は《氷結の女王》。その名の通り感情に希薄な性格で、掌を差し出しただけで対象を凍結させる技を持つ。
母は子爵の愛人だったため、子爵の妻から陰湿な嫌がらせを受け続けた過去がある。やがて母を守るべく剣を取る道を選んだ。八神輝の座に就いたのも皇帝に仕えることで母を守るためである。基本的に男嫌いで八神輝の中で心を許しているのはバルのみ。ミーナに次ぐ魔術の使い手だが、専門分野での実力はミーナに匹敵する。
5巻では『闇の手』が放った亀型の魔物を容易く氷漬けにして生け捕り、冒険者たちを救った。6巻ではケビン総裁らが村を襲った際に駆けつけ、総裁や幹部たちを睡眠魔術で容易く生け捕りにした。
WEB版では「シンディ」という母親が登場しており、バルを実家に連れて行ったので対面している。バルと娘の仲を勝手に誤解して舞い上がるなど親バカな性格で、シドーニエから「今は何を言っても無駄」と呆れられている。
ヴィリー
人間族。異名は《閃槍》。
ギーゼルヘール・テュネス
人間族。異名は《殲滅の弓鬼》。魔力で生み出した無数の矢を攻撃手段とする。
八神輝の中では一番弱く、ミーナやマヌエルから下に見られている。また八神輝と他者の実力を比較する時にたびたび彼の名前が挙がる。本人も一番弱いことを気にしている。
感情抜きで敵味方問わず評価できるという公正さを持つ一方、バル以上に甘く、情に駆られる面を持つ。
イングウェイ
豹人族。異名は《迅雷》。
ヴィルヘミーナ・エールデ・プリメーア
異名は《断罪の女神》。

##### 先代
ユルゲン・フォン・アトマイアー
異名は《破壊神》。先代八神輝にしてバルの師匠。年齢60歳だが外見は50前後。茶髪の髪に水色の瞳をしている。
過去に当時の八神輝を率いてバルと7対1の戦いを演じ敗れたことがある。今まで名前が語られるのみだったが7巻にて本人が登場した。
素性はヴェストハーレン州を治める伯爵家アトマイアーの三男。帝国では三男が貴族の証である「フォン」を名乗ることは許されないが、ユルゲンに至っては八神輝ということで例外として名乗ることを許されている。身内にはオットーという25歳年下の甥がいる。
7巻では皇帝の肝いりで始まる若手育成アカデミーの教官として帝都に招致される。その過程でバルやミーナと顔合わせをすることになり、久方ぶりに再会する運びとなった。
ゼルギウス
異名は《水王》。

#### 上層部
宰相
4巻から登場。バルたちの案を実現するために奔走する苦労人。基本的に皇帝のイエスマンだが、10年前はまだ皇帝に信頼されていなかった。
ヴァインベルガー
騎士団長の中年。その実力は八神輝にも匹敵すると言われている。妹のライザはイェレミニアスに嫁いでおり、彼とは義理の兄弟でもある。
ライヘンバッハ
魔術長官の中年。バルとは10年前から知り合い。その実力は八神輝にも匹敵すると言われている。

#### 近衛騎士
ライザ
近衛騎士。銀髪の美女。イェレミニアスの妻でヴァインベルガー将軍の妹。ギルド総長に嫁ぐだけあって気が強く勝気だが、思慮深く思いやりのある女性。武芸も家事も上手にこなす。バルトロメウスの素顔を知る数少ない人物。

#### 協力者
アリア

リリ
3巻から登場。アリアの妹。まだ幼く人見知りする性格。4巻では八神輝になれるかもしれないほどの才能があることが判明する。ミーナに師事することとなる。
真紅の髪のツインテールに幼い容貌だが胸は大きい。
イスラ
6巻から登場。水色の鱗と青い瞳を持ったアイスドラゴン。人語を解する他、体格を自由に変えたり人型にもなれる。巨体時は発声には向いていないとしてカタカナ混じりの言葉だが、小さくなると普通にしゃべれる。
孤島の浜辺に潜んでいたところ観察にやって来たバルと遭遇。バルがリミッターを二つ外したことで実力差を直感し、潔く降参した。バルから使役されることを持ち掛けられ、嫌なら断ってもいいと告げられたが彼の庇護を受けるのは利点があるとして協力を約束する。また魔界の民との戦いが控えていると知るとより戦意を燃やした。仲間になった後は名前がないことから宰相に「イスラ」と名づけられ、以後はその名を名乗るようになる。ゲパルトゥのことは知っており、バルによって倒されていることを知って大層驚いていた。

#### 貴族
クロムウェル
貴族出身の一等書記官の男。帝国とシュタルク・オルドヌングの交流を深めるべく使節副使に選ばれた。
ノルト公爵
2巻に登場。決して悪人ではないがなぜかリュディガー派に就いている。野心も持たない善良な人間なのだが、そこをカロリングらにつけ込まれ、知らぬ間に悪事に加担させられてしまう。温厚だが臆病でもあり、すべてを知った後も暴走するカロリングを止めることはできなかった。
ユーリヒ侯爵
2巻に登場。クレーフェベルク州の領主にしてノルト公爵の側近。善政を敷き、高慢な貴族たちを統率して市民が安心して暮らせる町を作っている。リュディガー派なのは財政が厳しかった頃にノルト公爵の援助を受けたため。同じ派閥のよしみでカロリングらを好き勝手にさせてしまい、結果として悪が蔓延る温床を生み出してしまった。
カロリング侯爵
2巻に登場。ユーリヒ侯爵が口を出さないのをいいことにホーエンの迎賓館を根城にし、若い娘たちを監禁しては弄んでいた。だが真の目的は、アルト王国の貴族ギュスターと組み、リュディガーの派閥を強化すること。正確にはそれによって得られる栄誉が目的である。
バルと協力した『夜空の月桂樹』と『希望とはためく旗』に娘たちを取り戻されたため、報復も兼ねて一行を拉致。そしてノルト公爵とユーリヒ侯爵の前で特別な魔術具を用いて「ルゴス」を呼び出し、使役する。一級冒険者が10人で掛からないと倒せないというルゴスを操れる「力」を手に入れたことを誇り、バルたちを蹂躙するも「バルトロメウス」によってあっさりと制圧されお縄となった。
捕縛された後も「悪いのはノルト候だ」と言い張っていたが、バルの正体が《光の戦神》だと知り、もう言い逃れはできないと落胆する。
クラリー伯爵
2巻に登場。カロリングの腰巾着。
ヘッセン子爵
2巻に登場。カロリングの腰巾着。息子がエーファたちを愛人にしようと迫ったことがある。
オットー・ヴェストハーレン・アルトマイアー
ヴェストハーレン州を治める伯爵家の当主。35歳。父親は伯爵家の長男であり、元八神輝のユルゲンは叔父（三男坊）に当たる。

#### 帝国冒険者ギルド
イェレミニアス
ギルド総長。48歳。虎人族。異名は《轟雷の暴虎》。バルの正体を知る数少ない人物。妻に近衛兵のライザがおる。容姿が描かれたのはコミカライズ版の方が先で、原作6巻でも同一の容姿として描かれた。
元々は村人だったが15歳で友人と共に徴兵され、騎士に正式採用された。そこから順調に出世を重ね、22歳で騎士団の副長となる。その後、皇帝ザビャが創設した冒険者ギルドの二代目総長となった。
現場主義の武闘派なのだが、現在は書類仕事ばかりに追われて総長になったことを後悔する日々を過ごしている。
6巻では来るべき脅威に備えるべく肩慣らしとしてバルと戦うことに。全盛期と比べると大分レベルが落ちており、バルにはまったく歯が立たず「一級冒険者よりは強い」と評された。その後、ミーナと何回もやり合って訛った体に活を入れられた。
必殺技は雷の嵐を放つ【嵐雷吼】、雷の槍を投げつける【雷穿槍】。防御技に雷をまとう【剛雷鎧】がある。
ニエベ
ギルドの受付嬢。年齢18歳くらい。青い髪にあどけない顔立ちの美少女で男性人気が高い。当人はバルに好意を抱いているので、男たちがバルに嫉妬する原因になっている。
デニス
2巻に登場。クレーフェベルク州のギルド支部長。物腰柔らかで礼儀正しい青年。高い実力の持ち主であり、ミーナからは「一級冒険者よりも上を目指せた」と評された。必殺技は、身体強化魔術を重ね掛けして放つ音速の居合い【音置き切り】。
実は野心家でありギルド総長の地位を狙っている。その一環としてカロリング侯爵を唆し、アルト王国の貴族と手を組ませ、リュディガー派閥の強化を目論んだ。目的はそれによって得られる貴族たちの後ろ盾。ギルドは貴族には屈さないとされているが、実際には貴族の助力なしではやっていけないのが現実だった。カロリングたちが娘を拉致しているのをバルと『夜空の月桂樹』と『希望とはためく旗』に暴かれた後、口封じのためカロリングたちに一行を拉致させた。特にバルの洞察力には危険性を感じ、絶対に口封じするべきだと考えていた。だが二級冒険者たちをカロリングに処刑させようとしたところ、バルとミーナが駆けつけたことで形勢逆転される。そこで自分はカロリングに従っただけで敵意はなかったと言いわけし、一瞬の隙を突いてミーナに【音置き切り】を仕掛けるが片手で受け止められ驚愕。「想像以上の怪物」を相手にしたことを思い知り戦意喪失、捕縛された。

#### 冒険者
七級から一級まで存在する。冒険者の割合は七級と六級が7割を占めるという。
エーファ
1巻に登場。新米冒険者三人組のリーダー格。年齢は15、6歳。オレンジ髪のロングヘア。気が強く素直になれない性格。当初はバルを軽んじていたがサポートを受けたことで次第に見直していき、気遣いや尊敬を見せるようになる。実は帝都とは違う町から移住しており、元の町では悪徳貴族から言い寄られていたため男性不信になっていた。バルに対するつっけんどんな態度もこれが主な原因だった。
後に『野を駆けるリス』を設立する。6巻から五級冒険者となった。
コミカライズ版では彼女の視点で物語が描かれることもあった。
ヘレナ
1巻に登場。新米冒険者三人組のしっかり者。年齢は15、6歳。緑の髪。コミカライズ版ではアップにしている。常に敬語で礼儀正しい性格。実は帝都とは違う町から移住しており、元の町では悪徳貴族から言い寄られていたため男性不信になっていた。
後に『野を駆けるリス』を設立する。6巻から五級冒険者となった。
イェニー
1巻に登場。新米冒険者三人組のクールビューティー。年齢は15、6歳。実は帝都とは違う町から移住しており、元の町では悪徳貴族から言い寄られていたため男性不信になっていた。バルに対するつっけんどんな態度もこれが主な原因だった。
後に『野を駆けるリス』を設立する。6巻から五級冒険者となった。
ニコラ
1巻から登場。五級冒険者パーティー『鋼鉄の意思』のリーダーでバルの後輩。3巻では恋人のエヴァと挙式することとなり、バルの伝手で新居を紹介してもらった。
レナータ
2巻から登場。二級冒険者パーティー『夜空の月桂樹』のリーダー。新米だった頃「バルトロメウス」に助けられたことがあり、今でも恋焦がれている。極秘任務でバルと組んだ時はすぐに親しくなるが、最後まで彼の正体には気づかなかった。3巻ではバルからの依頼というていでフィンの魔術師としての才能を調べ、師匠を紹介した。
後にエーファたちとも知り合い、良き先輩冒険者となる。
サーラ
『夜空の月桂樹』のメンバー。姉御肌な性格。
シーナ
『夜空の月桂樹』のメンバー。
マミ
『夜空の月桂樹』のメンバー。
エイミ
『夜空の月桂樹』のメンバー。物静かな性格。
ヨハネス
6巻に登場。一級冒険者パーティー『天泣（てんきゅう）』のリーダー。ドワーフの男性。年齢は三十路。当初はバルたちと共に中央大陸に潜む『闇の手』の本拠地を探るという名目で招集された（実際は『バルトロメウス』を中央大陸に送り込むための目くらまし）。
バルやレナータたちを見下したり、何かにつけて不平不満を述べたりと粗野な振る舞いをする。そのためバルから「もっと適任者はいなかったのか」と内心で毒づかれた。実は自分の考えを素直に口にできないだけで、本心ではバルや女性冒険者たちを心配していた。前述の振る舞いは「危険だから帰れ」という思いがあってのことだった。
メンバーのクルトには頭が上がらないが、褒められると照れた様子を見せるなど素直な部分もある。

クルト / ゼルギウス
6巻に登場。『天泣』のメンバー。舌足らずな話し方をする老人。しかし雰囲気と影響力はパーティー内でも強く、ヨハネスでも逆らえない。
その正体は、先代八神輝《水王》『ゼルギウス』。実は普通に話すことができるが、バルと同じく正体を隠している。転移封鎖や障壁の展開など魔術を得意としており、6巻終盤ではゲレールターの退路を塞ぐなどバルを援護した。
光の歌声のリーダー
6巻に登場。

#### 帝都市民
マヤ
料理屋『そよ風亭』の看板娘。年齢は15歳。栗色の髪のショートボブで赤い瞳が特徴。
リタ
マヤの母親で『そよ風亭』のおかみ。肝っ玉おかんという感じの人物で、言いにくいことをズケズケという性格。「褒めるのはその人にためにならない」と考えているので、あえて口を酸っぱくしているという。何かにつけてバルの世話を焼こうとする。
フィン
2巻に登場。
テレーゼ
2巻に登場。帝都救護院の院長。未亡人。眼鏡をかけた女性で年齢は40歳くらい。バルの幼馴染であり過去を知る数少ない人物の一人。
リドワーン
3巻に登場。エルフ。帝都の一角に店を構える「色褪せぬ香り」の店主。
エヴァ
3巻から登場。『鋼鉄の意思』のリーダー・ニコラの恋人。いわゆるツンデレであり、気が強過ぎるため攻撃的な性格に見える。また効率主義なところがある。当初はバルを煙たがっていたが、新居を紹介してもらったことで考えを改め敬語を使うようになった。

#### 帝都外の民
カイル
貧しい農家の三男坊。年齢は12、3歳くらい。「いずれ出て行かなければならない（家を追い出される）」と考え、騎士に取り立てられることで安定した生活を欲している。その一環としてバルに素質を見てもらったが、「才能はない」とのこと。
インバー
カイルの近所に住む不愛想な中年男性。年齢は五十代。『そよ風亭』のおかみリタの兄弟。妻はリタの幼馴染。

### エルフ

#### シュタルク・オルドヌング
エルフの首都に住まう者たち。
レムス
3巻に登場。シュタルク・オルドヌングの長で老人のエルフ。大陸に蔓延る不穏な気配を察知し、【魔界の民】が暗躍していると考え『インヴァズィオーン』の再来を危惧している。そこでバルの来訪を知るなり呼び寄せ、その実力を測るくべくファラハ（ヴァラハ）と対決させた。
当初は弱い振りをしていたが、実際は元帥とも戦える力を持っており、その実力はクロードに匹敵するという。
エラ
3巻に登場。ミーナの乳姉妹（ミーナの乳母の娘）。明るく社交的な性格をしておりミーナの姉のような存在。既婚者で、家族は両親と夫と二人の子供がいる。巨乳。
ヴェンデルヘルト
3巻に登場。冷たい印象を与える金髪碧眼の男性エルフ。外見は三十路くらい。慇懃無礼にも思える人物だが、実はミーナが苦手で怯んだり臆したりしている。

#### 六の花輪
読みは「ゼクスグランツ」。エルフが誇る6人の最大戦力。
ファラハ（ヴァラハ）
4巻に登場。《六の花輪（ゼクスグランツ）》の一人で、シュタルク・オルドヌングの中でもミーナに次ぐと言われる実力者（ただしミーナとの実力差は天と地ほどある）。剣を用いた接近戦と攻撃魔法【風切輪（かざきりわ）】で相手を斬り刻むという戦法を用いる。必殺技は精霊魔術【天に輝き地に轟く豪炎】。巨大な白光の炎槍は、エルフの集落を焼き尽くすほどの威力を誇る。
バルの実力を見たいという族長の推薦によって模擬戦を行うこととなった。既にバルの実力は察知していたようで終始腰の低い態度を見せており、バルとは一合交わしただけで実力差を受け入れている。そこで周囲にもバルの凄まじさをわかってもらうべく「わかりやすい闘い方」をすることになった。しかし勝負に白熱したため、音速にも等しい速度で攻撃したためルール違反を犯してしまう。危うくミーナに処分されかけたが、バルが諫めたことで事なきを得た。
当初はヴァラハだったが5巻から「ファラハ」に変更された。
ヤスミン
5巻に登場。女性エルフ。電撃魔術の使い手。敬語だが少々負けん気が強い。
ゼノン
5巻に登場。青年エルフ。火の魔術の使い手。熱血で口が悪く、ヤスミン以上に負けず嫌いとエルフらしくない。
マノス
5巻に登場。女性エルフ。水と氷の魔術の使い手。礼儀正しく落ち着いた雰囲気を持つ。
ユーキリス
5巻に登場。男性エルフ。土の魔術の使い手。おだやかな性格。
チャプエ
5巻に登場。光の魔術の使い手。「やっべー」と言ったりなど軽い口調。

### ビゴット聖国
帝国の北西に位置する宗教国家。王侯貴族より神殿関係者の方が権力を持っている。
フォルカー二世
5巻に登場。ビゴット聖国の国王。30歳。アリョーシャに見下されており、爆発寸前のそれを抑えながら接している。個人の感情を抜きにして大局的にものを見ることができる人物であり、神殿騎士団のアルジョンテとルージュが壊滅したと聞いてもまったく喜べず青褪めていた。
アリョーシャ
5巻に登場。最高神殿長。50歳。フォルカー二世に対しても慇懃無礼な態度を取るので嫌われている。意図的に見下しているというよりは、神殿関係者以外は自分たちより下という思い込みが原因。
カール
5巻に登場。聖国騎士団の団長。実力は二級冒険者程度。都市トリーアを群害から解放するべく神殿騎士団のアルジョンテ、ルージュと共に討伐に向かう。オークジェネラルのガイスを倒すという快挙を挙げるも、直後にキング・ミルヒとの戦いで敗死する。
シャウフ
5巻に登場。神殿騎士団アルジョンテの団長。実力はないが態度だけは大きい。カールが敗れると敗色が濃くなったため部下を見捨てて逃げようとしたが、オーガのこん棒で頭を叩き潰されて死亡した。
リゲル
5巻に登場。神殿騎士団ルージュの団長。実力はないが態度だけは大きい。カールが敗れると敗色が濃くなったため部下を見捨てて逃げようとしたがオーガに殺される。

### その他
ギュスター侯爵
2巻に登場。アルト王国の貴族。カロリングと密かに接触し、怪物ルゴスを使役する魔術具を授けた。

### 魔界の民
かつて世界を危機に陥れた闇の勢力。異種族の英雄たちによって魔界に追放された。現在は【神々の結界】に阻まれ地上に戻れないでいる。

#### 王
エンデヴィレ
ゲパルトゥの口から語られた魔界の民の王。名前のみで登場はしない。

#### 九元帥
軍団長や将軍の更に上に位置する存在。
ゲパルトゥ
3巻における最終的な敵。アリアによって呼び出された存在。尊大で偉ぶった態度を取り、「フハハ」とよく笑う。自分より強い者の存在を許せず、受けれることもできないなど狭量な人格。逆に服従を示す者に対しては寛大に舞う。実力は決して低くなく、殺気だけでアリアを気絶させたり、魔力のオーラだけで一国を消滅させられる力を持つ。
召喚された直後に現れたバルと交戦する。当初はほとんど互角に渡り合っていたが、バルのリミッターである仮面とマントを破壊してしまったことで一気に不利となり、右腕を斬り落とされて驚愕。実力差を思い知らされて怒り狂うが、何もできないまま光の剣で斬り捨てられ消滅した。
必殺技は、闇の破壊光線を放つ【ドゥンケル・シュトラール】。異能は、力と魔力を瞬く間に全回復させる【リヴァイバル】。パワーダウンした状態で神々の結界を潜り抜けた後、異能を用いて本来の力を取り戻した。実力に関してはバル曰く「ギーゼルヘールでは勝てないかもしれない」と評されている。登場した敵の中でも最強の敵であり、イスラからもその存在は知られていた。
グレゴー
『インヴァズィオーン』に登場する総大将（首領）。魔界の軍勢を率いて地上の大半を制圧したが、人間たちの英雄に敗れ討たれた。その正体は九元帥の一人。ゲパルトゥが言うには「九元帥の中では一番弱い」とのこと。

#### その他
古の魔術巨兵（アンティクア・ゴーレム）
コミカライズ版に登場したオリジナルキャラクター。見上げるほどの巨体と破壊光線などを武器とする化け物。位相空間の発生装置としての役割も担う。
ミーナでも防ぎきれないの破壊光線で帝都を滅ぼそうとしたが、民を守るという想いによって魔力を引き上げたミーナと相討ちとなる。

### 闇の手
1巻～6巻に掛けて登場した、魔界の民を崇拝する敵対勢力。
ゲレールター
【魔界の民】の一角鬼（いっかくき）。一つ目に青い肌、額から生えた一本角が特徴。サイクロプスのような見た目をしているが、外見に反して口調は穏やか。
闇の手が持つ【闇の召喚魔術】によって地上に呼び出され、以後は彼らの上位者として振る舞う。
闇の手には協力的だが、内心では使い捨ての駒程度にしか考えておらず、彼が最も価値を見出しているのは【魔界扉】を開ける紫眼導師にある。しかし5巻で紫眼導師を失ったことで組織を見限り、6巻ではケビンを唆して自分たちだけで逃げようとする。だが一角鬼の習性（「仲間を見捨てて自分だけ逃げる」「人がいなくなった頃合いを見計らって元のアジトへ戻る」）を文献で知っていた皇帝は、ゲレールターの動きを予測してバルを本拠地へと向かわせていた。本拠地へ戻っていたゲレールターはバルとクルトたちをただの冒険者と見て洗脳しようとしたが、正体を知って絶望。慌てて逃げようとしたがクルトによって逃げ場を完全に封じられ、最後の手段として魔術具でパワーアップを図るもバルには遠く及ばず【エルブス】で上半身を消し飛ばされた。その遺体はケビンの首と共に帝都に晒された。
最終巻は後日談となっているため敵は登場せず、ゲレールターが「最後の敵」となった。
ケビン総裁
闇の手のトップ。フードのついた黒いマントを身につけているため素顔は不明。尊大な性格だがゲレールターには頭が上がらない。
6巻ではゲレールターから唆され、組織を見限る道を選ぶ。手始めに優秀な部下を率いて帝国領へと侵入し、それ以外の部下は本拠地の守りという名目で捨て駒にした。結果、残された部下たちはクロードやミーナに捕らえられ、自身も帝国領の村を襲った際にシドーニエと遭遇し、睡眠魔術で眠らされて部下共々お縄となる。後に刑が執行され、その首はゲレールターの遺体と共に帝都に晒された。
紫眼導師（しがんどうし）
闇の手の相談役。魔術的な知識の造詣に深い美女であり青年。登場するたびに性別も口調も変化しているが、後に男性的な口調として統一された。
【闇の召喚魔術】を用いてゲレールターを呼び出した張本人。本名は不明で、呼び名も紫の瞳を持つことからそう呼ばれているに過ぎない。本人曰く「帝国の騎士団長クラスには勝てない」くらいには戦闘は不得手。
その正体は、かつて帝国に戦争を仕掛けて滅ぼされたゲスターン王国の生き残り。戦争で死んだ両親の仇を討つべく闇の手を利用して帝国に復讐を果たそうとする。戦争で瀕死の重傷を負ったが【魔界の民】から力の一部を手にしたことで生存する。しかし代償に日に日に性別が入れ替わってしまうという怪奇現象が起こるようになった。
闇の手は替えの利く道具として利用しているに過ぎず、メンバーに対しても仲間意識は微塵もない。
3巻ではアリアに指示して【闇の召喚魔術】を行使させ、九元帥の一人ゲパルトゥを召喚させた。だがゲパルトゥはバルに倒されてしまい、アリアとリリを殺して口を封じようとするが二人の側にミーナがいたため手出しができず、存在を察知される前に撤退した。その際は、必ず帝国を倒すことを独白している。
5巻では前回の失敗から地位を落とされ、汚名返上のため八神輝の実力を探る任務を行う。強力な魔物を各地に召喚したり、「ドラゴンの鳴き声がした」など嘘の噂を流して八神輝を探索に向かわせ、帝都の戦力を一時的に落とすことに成功。そして帝都の防衛についていたクロードの実力を探るべくゴブリンの群れをけしかけるが、わずか二撃で全滅させられたことで驚愕。慌てて逃げ帰った。しかしクロードの強さを通信で総裁に報告した後、焦燥感に駆られていたことで周囲への対応が遅れ、バルの存在に気づかず取り押さえられてしまう。転移魔術を使って逃げるも転移した瞬間に先回りされて再び取り押さえられ、どうやっても逃げられないという絶望感を味わわされる。そのまま皇帝の前まで引きずり出され、アリアの口から正体が露見してしまう。完全な逆恨みだった上に改心の兆しもないことから処刑が決定。最期はクロードによって斬り捨てられ、その剣捌きを身を以て味わうこととなった。
なお、彼/彼女の処遇は、闇の手への牽制のため表向きは「生け捕りにされた」ということになった。
ゼレリー
闇の手の幹部。大物ぶった態度を取る小者。1巻における黒幕的存在。
1巻の終盤にて「帝国の保有戦力を探る」という口実で魔物の群れを向かわせ、帝都に損害を与えることで手柄を得ようとする。だがバルトロメウス一人にほとんどを殲滅されたため失敗。3巻では隠蔽を図ったことが明らかとなり、総裁から捨て駒にされるという末路を辿った。生死に関しては不明だが、以後も登場していない。
アリア
ゼレリーのお目付け役兼秘書の女性。効率主義者であり、仲間の命を失うような任務だとしても得られるものが大きければ平気で同意する。ゼレリーの人間性は見抜いており、上手く褒めちぎることで操縦している。実は幼い妹がおり、貧困の中で育ったことから「妹だけは守らなければ」という想いが強い。帝国とは別の国の人間のようで、「自分たちを差し置いて繁栄した帝国」に反感を抱いている。
紫眼導師の助力を得て九元帥の一人ゲパルトゥを召喚するが、直後に現れたバルによって倒され、自身も捕虜となる。協力するならば保護を約束するというバルの言葉を信じ、妹の安全と引き換えに降伏した。
元々は敵だったこともあり周囲から冷たく扱われているが、バルという理解者の存在やリリを気に掛けてくれるミーナのことなどから挫けずに帝都で過ごしている。つらい日々なのは昔と変わっていないが、それでも「妹のために」という思いは変わらないでいる。

## 既刊一覧

### 小説
- 相野仁（著）・桑島黎音（イラスト） 『日常ではさえないただのおっさん、本当は地上最強の戦神』 KADOKAWA〈角川スニーカー文庫〉、全7巻
  1. 2018年8月1日発売[4]、ISBN 978-4-04-107247-9
  2. 2019年1月1日発売[5]、ISBN 978-4-04-107837-2
  3. 2019年5月1日発売[6]、ISBN 978-4-04-107840-2
  4. 2019年10月1日発売[7]、ISBN 978-4-04-108369-7
  5. 2020年2月1日発売[8]、ISBN 978-4-04-108370-3
  6. 2020年7月1日発売[9]、ISBN 978-4-04-109396-2
  7. 2021年1月29日発売[10]、ISBN 978-4-04-110952-6

### 漫画
- 田口一（作画）・相野仁（原作）・桑島黎音（キャラクター原案） 『日常ではさえないただのおっさん、本当は地上最強の戦神』 KADOKAWA〈ドラゴンコミックスエイジ〉、既刊1巻（2019年10月9日現在）
  1. 2019年10月9日発売[11]、ISBN 978-4-04-073360-9